# Kościół św. Pryski w Taxco

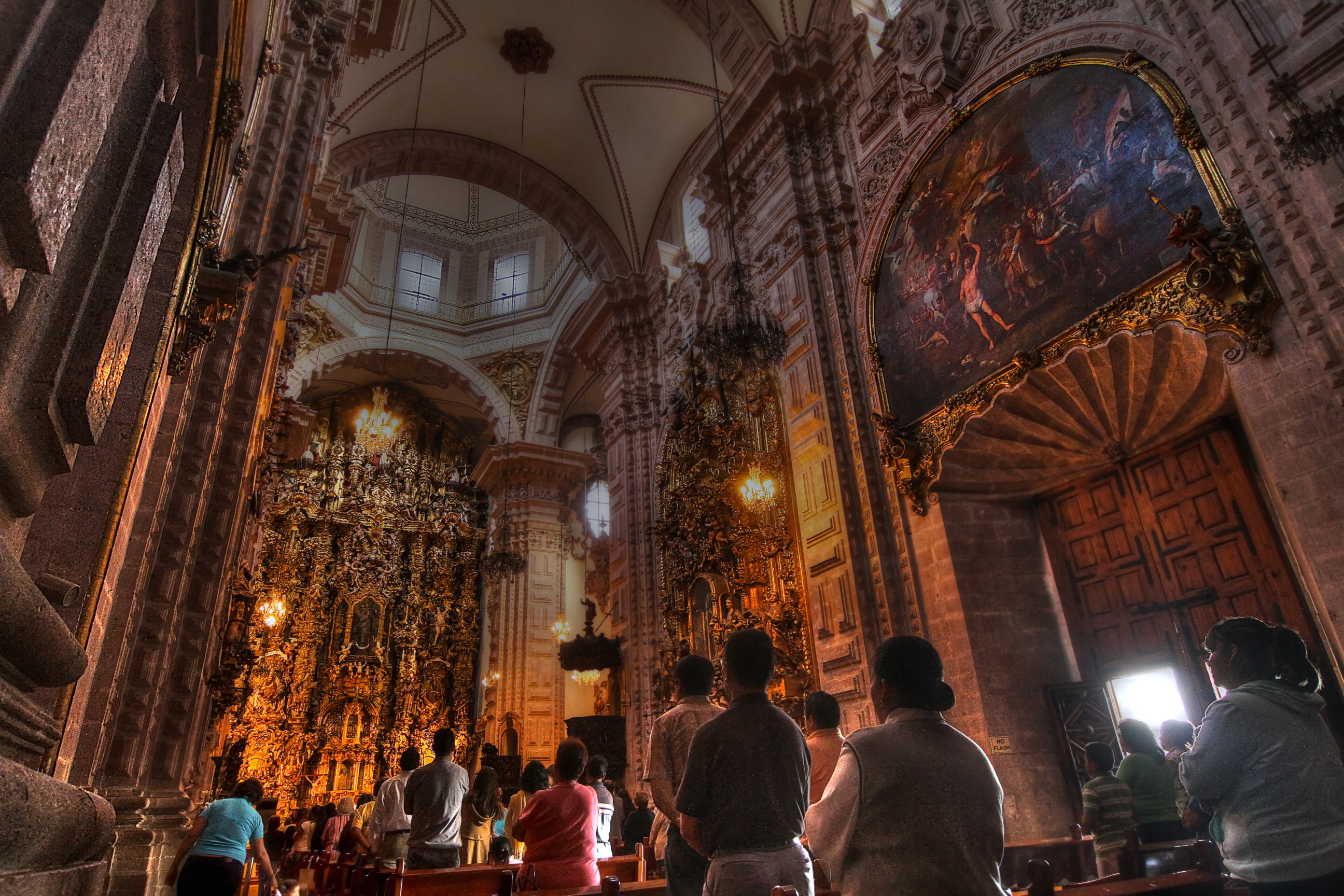
Wnętrze świątyni

Kościół św. Pryski – zabytkowy kościół z epoki kolonialnej w meksykańskim mieście Taxco de Alarcón w stanie Guerrero. Został zbudowany w połowie XVIII w. przez ówczesnego właściciela kopalni srebra, pochodzącego z Katalonii José de la Borda, według projektu francuskiego architekta Diego Durána i pochodzącego z Hiszpanii Cayetano Sigüenza. Do roku 1806 świątynia była najwyższą budowlą w Meksyku, później przewyższył ją kościół Matki Boskiej z Carmen. Pierwszym proboszczem był Manuel de la Borda, syn donatora.
Kościół zbudowano na planie krzyża łacińskiego, z dwiema bliźniaczymi wieżami w stylu churrigueresco i kaplicą ozdobioną azulejos z ceramiki talavera charakterystycznymi dla architektury Nowej Hiszpanii. Ołtarz główny jest poświęcony Niepokalanemu Poczęciu i św. Prysce i św. Sebastianowi, patronom miasta. Kościół posiada dziewięć ołtarzy rzeźbionych w drewnie i pokrytych płatkami złota. We wnętrzu znajdują się malowidła, których autorem jest znany malarz z Oaxaki, Miguel Cabrera.